# Geronimo (productiehuis)
Geronimo is een productiehuis dat verantwoordelijk is voor een aantal reality televisieproducties waaronder Soundtrack, Missie Mosango en Helden van Hier: Door het Vuur. Sinds 2021 waagt het productiehuis zich aan fictie met de reeks Onder Vuur waarin Louis Talpe de rol van Orlando Foncke speelt. En in 2023 kwam het naar buiten met het populaire spelprogramma Bestemming X. Hoewel het productiehuis gevestigd is in Antwerpen, wordt het in de pers vaak beschreven als West-Vlaams productiehuis. Oprichter Emanuel Vanderjeugd en Jasper Moeyaert zijn afkomstig uit het West-Vlaamse en een groot deel van de producties kennen hun oorsprong in de Westhoek.

## Producties
Een aantal van hun producties zijn hier per categorie te vinden. 

### Televisie
- Missie Mosango, 6 jongeren in het hart van Congo
- Soundtrack, op zoek naar muziek in conflictgebied (Gaza en Israël), zevendelige reeks
- Flying Doctors, Geronimo hits the sky
- De wereld en ik
- Wereldsteden
- Convoi exceptionel
- Work it, jongeren en werk
- DE327
- Helden van Hier: Door het Vuur
- Helden van Hier: In de Lucht
- Helden van de Kinderkliniek
- Helden van Hier: Brandweer Antwerpen
- Echte mensen: Nieuw leven
- Het Gezin
- Helden van Hier: Op Interventie
- Helden van Hier: Corona
- Helden van Hier: De Kust
- Helden van Hier: Politie Oostende
- Onder Vuur
- Snackmasters
- Blind Gesprongen
- Helden van Hier: Politie Kortrijk
- Bestemming X
- Helden van Hier: Politie Aalst
- De rugzak

### Film
- SFTO goes gold in USA
- Songs from the outside
- Ruis
- The importance of sweet and salt
- Baba Yega: The Movie

### Reclame
- Boost uw buisiness met BNP Paribas Fortis in opdracht van BNP Paribas Fortis
- Tv-strip reclame voor de blauwbloezen strips in opdracht van Het Laatste Nieuws
- reclamefilmpje "Geef kinderen een toekomst" in opdracht van Unicef Testament
- Campagne voor ter verduidelijking van de werking van FOD Buitenlandse Zaken via DGD

## Prijzen
- 2013 - Soundtrack genomineerd voor een Internationale Emmy Award.[1]
- 2014 - Missie Mosango genomineerd voor een Internationale Emmy Award in de categorie "non-scripted entertainment".[2]
- 2023 - Bestemming X wint de prestigieuze Rose d'Or in de categorie ‘Competition Reality’. Het programma won ook 2 International Format Awards in de categorieën ‘Beste wedstrijd-realityformat’ en ‘Beste multi-platformformat’.